# Тиаго (футболист)
Тиаго Родригеш, е португалски футболист, полузащитник.

## Биография
Юноша на Диого Као Португалия, като играе в школата от 2000 до 2006, когато преминава в школата на Спортинг Лисабон Португалия от 2006 до 2008, след което е в школата на Витория Гимараеш Португалия от 2008 до 2011. Играе като атакуващ полузащитник и халф. Дебютира за Амаранте Португалия по време на наема му в този тим. След като се завръща във Витория Гимараеш през сезон 2012/13 играе паралелно и за първия и за втория тим, като печели купа на Португалия за 2012. През 2013 преминава в португалския гранд Порто, като играе за втория им тим. През сезон 2013/14 играе под наем във Витория Гимараеш, а след това отново под наем е в португалските Национал през 2015, Маритмо през 2015/16 и отново Национал през сезон 2016/17. В началото на юли 2017 подписва с ЦСКА. Дебютира за армейците на 15 юли 2017 при равенството 1:1 със Славия София, а първи гол бележи на 30 юли 2017 при победата с 2:6 над Ботев Пловдив. Носител на купата на България за сезон 2020/21. 
Играе за всички юношески и младежки формации на националния отбор на Португалия като има 4 мача с 3 гола за тима до 18 години, 8 мача и 1 гол за тима до 19 години и 5 мача до 21 години.

## Отличия
- Най-добър халф в efbet Лига за 2020 г. – церемония „Футболист на годината“

 ЦСКА (София)
- Купа на България (1): 2021